# Tirensko morje
Tirensko morje (/ tɪˈriːniən /; italijansko Mar Tirreno [mar tirˈrɛːno], francosko Mer Tyrrénienne [mɛʁ tiʁenjɛn], sardinsko Mare Tirrenu, korziško Mari Tirrenu, sicilsko Mari Tirrenu, neapeljsko del Mare Tirreno) je del Sredozemskega morja ob zahodni obali Italije. Imenovano je po Tirencih, ljudstvu, ki ga nekatere teorije istovetijo z Etruščani.

## Geografija
Morje omejujejo otoki Korzika in Sardinija (na zahodu), Apeninski polotok (italijanske dežele Toskana, Lacij, Kampanija, Bazilikata in Kalabrija) na severu in vzhodu ter otok Sicilija (na jugu). V Tirenskem morju so številni manjši otoki, kot so Capri, Elba, Ischia in Ustica, ki pripadajo Toskanskemu, Pontinskemu ali Neapeljskemu oz. Flegrejskemu otočju. Osem Eolskih otokov (med njimi Lipari ter Ustica so v južnem delu morja, severno od Sicilije.
Največja globina morja je 3785 metrov. Tirensko morje leži v bližini stičišča afriške in evrazijske plošče; zato v njenih globinah najdemo gorske verige in aktivne vulkane, kot so Marsili, Palinuro in Vavilov. 
Na vzhodni (italijanski) obali Tirenskega morja oz. jugozahodni obali Apeninskega polotoka so večji zalivi Gaeta, Pozzuolski zaliv, Neapeljski zaliv, Salernski zaliv, Zaliv Policastro in zaliv Svete Eufemije. 

### Obseg
Mednarodna hidrografska organizacija takole določa meje Tirenskega morja:
- V Mesinskem prelivu: črta, ki povezuje severno skrajnost rta Paci (15°42′E) z vzhodno skrajnostjo otoka Sicilije, rt Peloro (38°16′N).
- Na jugozahodu: linija, ki poteka od rta Lilibeo (skrajno zahodna točka Sicilije) do skrajno južne točke rta Teulada (8°38′E) na Sardiniji.
- V Bonifacijskem prelivu: linija, ki povezuje zahodno skrajnost rta Testa (41°14′S) na Sardiniji in jugozahodno skrajnost rta Feno (41°23′N) na Korziki.
- Na severu: linija, ki povezuje rt Corse (rt Grosso, 9°23′E) na Korziki, z otokom Tinetto (44°01′N 9°51′E) in od tam skozi otoke Tino in Palmaria do točke San Pietro  (44°03′N 9°50′E) na obali Italije.

### Izhodi
Iz Tirenskega morja (od severa proti jugu) so štirje izhodi:
| Izhod               | Lokacija                                                 | Širina       | Zveza z:                                                |
| ------------------- | -------------------------------------------------------- | ------------ | ------------------------------------------------------- |
| Korziški preliv     | med Toskano in Korziko 42°50′N 9°45′E / 42.833°N 9.750°E | okoli 80 km  | Ligursko morje                                          |
| Bonifacijski preliv | med Korziko in Sardinijo                                 | 11 km        | Balearsko/Sardinsko morje oz. zahodno Sredozemsko morje |
| Sicilski preliv     | med Sardinijo in Sicilijo                                | okoli 290 km | Balearsko/Sardinsko morje in Sicilsko morje             |
| Mesinski preliv     | med Sicilijo in Kalabrijo na prstu Italije               | 3 km         | Jonsko morje > Libijsko morje                           |

### Kotlina
Tirenska kotlina je razdeljena na dve kotlini (ali planoti), Vavilovo in Marsilijevo planoto. Ločuje ju podmorski greben, znan po imenu Isselov most, po Arturu Isselu,  italijanskem geologu, paleontologu iz Genove.

## Geologija
Tirensko morje je kotlina, ki je nastala zaradi odmika kalabrijske plošče proti jugovzhodu med neogenom. Epizode hitrega in počasnega umika jarka so najprej oblikovale kotlino Vavilov in nato kotlino Marsili. Podmorski vulkani, ki so nastali zaradi umika jarka, podaljšajo površino plošče, kar omogoča, da se plašč dvigne pod površino in delno stopi. Na magmatizem tukaj vplivajo tudi tekočine, ki se sproščajo s plošče.

## Hidrologija
Ker je celotno Sredozemlje z Atlantikom povezano le prek ozke Gibraltarske ožine, so plime in oseke komaj izražene. Trenutne razmere v morju skoraj izključno določajo dolgotrajni sezonski tokovi, ki pa so razmeroma šibki. Močnejši tokovi se pojavljajo predvsem v povezavah z drugimi morji. Bonifacijski preliv ima močne tokove, prav tako Mesinski preliv. V slednjem so ti še posebej izraziti, saj so plimovanja v Tirenskem morju na severu in v Jonskem morju na jugu nasprotna, tako da se visoka voda v enem morju sreča z nizko v drugem in se smer pretoka spreminja s plimovanja.
Voda v Tirenskem morju v bistvu teče od juga proti severu v vseh globinah. Za Tirensko morje so v primerjavi z drugimi sredozemskimi kotlinami značilne izrazito barotropne razmere, v katerih posamezne plasti vode krožijo podobno. Pozimi je v vseh vodnih plasteh jasno kroženje v nasprotni smeri urnega kazalca. Ta spomladi in poleti oslabi, poleti pa je površinski tok v nasprotni smeri.  Voda teče skozi vse leto v vseh globinah od Tirenskega morja proti severu v Ligursko morje.
Površinska voda prihaja z alžirskim tokom iz zahodnega odprtega Sredozemlja. V Tirenskem morju se vrti v nasprotni smeri urnega kazalca, preden se izlije v Ligursko morje. Sestavljen je iz spremenjene atlantske vode s temperaturo približno 16,5 stopinj in slanostjo 36,5.
Območje srednje vode na globini približno 200 do 600 metrov sestavlja sredozemska vmesna voda (MIW), ki ima temperaturo 14,5 stopinj in slanost 38,75. Izvira iz vzhodnega Sredozemlja na Levantu, iz odprtega Sredozemlja na sardinski obali pa teče proti severu v Tirensko morje, kjer tvori vrtinec. Spomladi zahodno sredozemska globoka voda (WMDW) teče po morskem dnu od Levjega zaliva na globini približno 1500 do 3000 metrov v Tirensko morje.
Velike reke, ki se izlivajo v morje, so Arno in Tibera, pri čemer ima Tibera v povprečju večjo količino vode, vendar Arno kaže očitno izrazitejše razlike med visoko in nizko gladino in včasih lahko daleč preseže Tibero v smislu prostornina vode. Neposredno v morje teče v povprečju 1225 m³ / s sladke vode.

## Otoki
Večji otoki v Tirenskem morju, ki ga obenem tudi omejujejo:    
- Korzika
- Sardinija
- Sicilija

in manjši, ki pripadajo Toskanskemu, Pontinskemu, Neapeljskemu s Flegrejskim ali Eolskem otočju (navedeni večji od ~1 km²)
- Elba
- Ischia
- Capri
- Ustica[6]

- Lipari
- Salina
- Vulcano
- Stromboli
- Gorgona
- Giannutri
- Filicudi
- Alicudi
- Panarea
- Pianosa
- Capraia
- Montecristo
- Giglio
- Ponza
- Ventotene
- Gavi
- Procida
- Palmarola
- Zannone

## Pristanišča
Glavna pristanišča Tirenskega morja v Italiji so: Neapelj, Palermo, Civitavecchia (Rim), Salerno, Trapani in Gioia Tauro. Na Korziki je najpomembnejše pristanišče Bastia.
Čeprav se pogosto uporablja izraz 'pristanišče Rim', v Rimu dejansko ni pristanišča. Izraz se nanaša na pomorske objekte v mestu Civitavecchia, približno 68 km severozahodno od Rima, nedaleč od letališča.
Giglio Porto je majhno otoško pristanišče na tem območju. Pomembno je postalo, ko je Costa Concordia nasedla blizu obale Giglio in potonila. Ladjo so kasneje ponovno sestavili in odvlekli v Genovo za razrez.

## Vetrovi
V grški mitologiji se domneva, da so v pečinah nad Tirenskim morjem nastanjeni štirje vetrovi, ki jih je zadrževal Eol. Vetrovi so Mistral iz doline Rone, Libeccio z jugozahoda ter Sirocco in Ostro z juga.

## Živalstvo
Biogeografsko severno Tirensko morje tvori provinco skupaj z Ligurskim morjem in Levjim zalivom. Južnotirensko morje se šteje kot ločena provinca ali v kombinaciji z Jonskim morjem. Delno se na Mesinski preliv samostojno gleda kot na provinco zaradi njene posebne sestave ekosistema. Na splošno so vrste enakomerno porazdeljene po Sredozemlju z le majhnimi regionalnimi razlikami. Tu so največje razlike med posameznimi morskimi bazeni kot med severnim in južnim Sredozemljem. Različni valovi priseljevanja iz Atlantika in Črnega morja so v Sredozemlje prinesli zmerne ali subtropske in tropske vrste, ki so zdaj razširjene glede na prevladujoče podnebje. Severne regije imajo bistveno manj subtropskih vrst kot južne regije.
Morje ima na splošno nizko bioproduktivnost v primerjavi s Sredozemljem. Tu je izjema le Mesinski preliv. V samem morju nad celinskim šelfom špari proizvajajo največjo biomaso rib s 520 kg / km², sledijo sardele (340 kg / km²), bradači (180), osliči (170), skuša (120) in inčun (40). V primerjavi s preostalim delom Sredozemlja so sardele in inčuni precej redki, medtem ko so Centracanthidae (menole) pogostejše v Tirenskem morju kot v drugih sredozemskih bazenih. Nad celinskim pobočjem sta razmeroma pogosta bledo rdeča globokomorska kozica Aristeus antennatus (20 kg / km²) in jastog (10). Dolgo časa raziskovalci niso sumili, da v breznih globokega morja sploh ni življenja, saj je tam življenje med mesinsko krizo slanosti popolnoma izumrlo in nobena selitvena vrsta iz Atlantika ni mogla prečkati 900 metrov plitvega praga na Gibraltarski ožini. Obstoj globokomorske favne zdaj velja za gotovo, vendar je bistveno revnejša kot v Atlantiku. Iz globokega morja se nakazujejo škrgasti morski psi s topim nosom in ostronogi morski psi s koničastimi glavami, ki se kot lovec dna med drugim prehranjujejo z ostanki kitov. V regiji so prisotni brazdasti kiti.
Vrste so predvsem bogate na kamnitih območjih ob obali z dragocenimi koralnimi biocenozami, jastogi in špari. Te biotske skupnosti, ki se pojavljajo v globinah od približno 20 do 1200 metrov, so še posebej pomembne za celotno Sredozemlje. Obala Sardinije, Sicilije in Kalabrije so tukaj še posebej biološko pomembne. Bonifacijev preliv in zlasti Mesinski preliv s svojim raznolikim terenom in zapletenimi hidrološkimi razmerami tvorijo življenjski prostor za sorazmerno veliko vrst in so tudi pomembna drenažna območja v različnih sredozemskih bazenih.  V Tirenskem morju živijo različne globokomorske korale. Za vrsto Madrepora oculata iz družine Oculinidae je Carl Linnaeus naredil prvi opis na podlagi primerkov s Sicilije in Tirenskega morja. Pogosto so na globini med 200 in 1200 metri osebki Desmophyllum dianthus iz družine Caryophylliidae. Korale iz rodu Lophelia so redkejše in propadajo, vendar so na primer prisotne tudi na obali Sicilije.

## Zgodovina

### Antika in zgodnji srednji vek
Tirensko morje na vseh obalah obkrožajo naseljena območja z dolgo zgodovino naseljevanja. Razen Rimskega cesarstva nobeni oblasti do modernega časa ni uspelo samostojno pridobiti nadzora nad tem morjem. Osrednja sporna območja so bila vedno velika vodna površina v sredini in dve ožini (preliva), ki sta predstavljali izhod v Ligursko morje in odprto Sredozemlje.
Na začetku pisnih zapisov  so Etruščani v Toskani prevladovali v osrednjem delu Tirenskega morja, grške kolonije Magna Graecia na Siciliji (Sirakuze) in na jugu Apeninskega polotoka so nadzirale jug, medtem ko so Kartažani zasedali Tunizijo, Sardinijo, Korziko in se naselili na zahodni Siciliji, ki je nadzorovala zahodne izhode. Na severozahodu je bila grška kolonija Masalia (danes Marseille) pomemben dejavnik vpliva.  Grški pomorščaki so jih verjetno uporabljali v 8. in 7. stoletju pr. n. št. kot neposredna pot med Egejskim morjem in Marseillom ter ustanovili trgovsko središče v etruščanskem mestu Gravisca. Bili so dobrodošli v mnogih etruščanskih mestih. Od naslednjih stoletij dalje so nastali zapisi, ki opisujejo morje kot posebno bogato s pirati, tako da je veljalo za nevarno za trgovski ladijski promet. Arheološki dokazi za piratsko tezo in za tezo kot cvetočo trgovsko pot so razmeroma slabi, zgodovina pa se v tem obdobju opira predvsem na ugibanja.
Za Rimsko cesarstvo je bilo Tirensko morje dostopna pot do samega Rima in je zato imelo osrednji gospodarski pomen. Čas Rimljanov do modernih časov je bil edini čas, ko je sila lahko jasno izvajala nadzor nad Tirenskim morjem. S povezavami Aleksandrija-Rim in Kartagina-Rim so razvili glavne trgovske poti Rimskega cesarstva, ki so mesto Rim oskrbovale z egiptovskim in tunizijskim žitom. Ena glavnih flot rimske mornarice, ki je izvajala ta nadzor, je bila nameščena v Misenumu v Neapeljskem zalivu. 
V pozni antiki in v zgodnjem srednjem veku se je pomen Tirenskega morja kot trgovske poti povečal. Ker so kopenske povezave na območju Sredozemlja postajale vse bolj varne in se številne morske poti niso več uporabljale, je bila okoli leta 700 zanesljiva pot med zahodnim in vzhodnim krščanstvom: od Rima skozi Tirensko morje in nato naprej proti vzhodu do Konstantinopla. Pristanišča južne Italije, zlasti Amalfi in Gaeta, pa tudi Sicilija, so bila pomembna stična mesta, prav tako pa tudi podaljšek te glavne krščanske poti skozi Tirensko morje do Marseilla. Tirenski pristanišči Amalfi in Gaeta sta bili včasih glavna nosilca trgovine proti Bizancu.
Z muslimansko širitvijo so se muslimanski pomorščaki pojavili v Sredozemlju v drugi polovici 7. stoletja. Njihova moč in gospodarske strukture v severni Afriki in na Iberskem polotoku so bile v 8. stoletju tako dobro razvite, da se je vzdolž južne sredozemske obale lahko uveljavila druga glavna trgovska pot v Sredozemlju. To je trgovino vezalo na območja, ki štrlijo daleč onkraj Sredozemlja. Potovanje čez severno Afriko, s postankom na Siciliji in nato še severneje skozi Tirensko morje, je postalo bolj pogosto. Ta promet ni bil prekinjen s piratskimi napadi v Tirenskem morju (775 do Sardinije, 813 do Rima) in osvajanjem Sicilije od leta 827 dalje. Zlasti južno Tirensko morje se je v 8. in 9. stoletju razvilo v najbolj zapleteno in raznoliko ladjarsko regijo v Sredozemlju. Severno Tirensko morje in komunikacijske poti na Korziko in Sardinijo pa so bile močno oporekane, prevladovali so muslimanski pirati, pogosto zaradi lokacije virov.

### Srednji vek in renedansa
Tudi v stoletjih po padcu Zahodnega rimskega cesarstva je morje ostalo gospodarsko pomembno. Langobardi so osvojili večino italijanske celine, vzhodno rimsko ali Bizantinsko cesarstvo pa je še naprej nadzorovalo obale in otoke južne Italije in s tem gospodarsko dragocenejši del države.
V 5. stoletju so prišli Vandali, v 8. Saraceni, v 11. stoletju Normani in v 13. Francozi – Anžujci. V poznejšem srednjem veku je bilo morje prizorišče močnega rivalstva med dvema italijanskima mestnima državama ter sosedama Piso in Genovo. Tirensko morje je tvorilo pomembno notranje trgovsko območje, ki je lahko zadovoljilo velik del potreb sosednjih mest. Žito je prihajalo s Sicilije in do približno leta 1550 iz Provanse, sol iz Trapanija, sir s Sardinije, vino iz Neaplja, sušeno meso s Korzike, svila s Sicilije ali Kalabrije, sadje in oreški iz Provanse, železo z Elbe, denar in kapital iz Genova oz. Firenc. Usnje, volna, začimbe in barvila pa so prihajali od zunaj.
Spremembe na obali, ki so se zgodile v visokem srednjem veku, so povzročile zamuljevanje posameznih pristanišč, kot je pristanišče Luna. Predvsem pa so Saracenski pirati naredili morje nevarno in ovirali trgovinski tok od 10. do 11. stoletja. Najpomembnejše pristanišče na obali Tirenskega morja je bila Pisa. Bila je v konkurenci z drugimi italijanskimi mestnimi državami na otokih ali v Ligurskem morju, svoj vpliv pa je lahko razširila na Korziko in Sardinijo v začetku 11. stoletja. Dve pomorski velesili Genova in Pisa, pa tudi manjši igralci, se niso izogibali piratskemu ravnanju, če bi lahko našli medsebojne trgovske ladje. Spopadi med obema republikama sta dosegli vrhunec v pomorski bitki pri Meloriji leta 1284, ki se je končala z odločilno zmago Genove nad tekmecem.  Šele potem, ko je Genova v poznem 13. stoletju prevzela nadzor nad Tirenskim morjem, se je lahko uveljavila kot trgovska sila v konkurenci z Beneško republiko. Genova je tudi nadzorovala Tirensko morje iz svoje kolonije na Korziki.
Toskanska obala je genovski naraščajoči konkurenci Firence služila kot najpomembnejša povezava z morjem v konkurenci z Benetkami na Jadranu. Včasih so Firence imele svojo floto, ki je bila nameščena predvsem v manjših pristaniščih, ki niso pripadala ne Pisi ne Genovi , vendar Firence nikoli niso bile ena večjih morskih sil.
Južneje so se Anžujci leta 1268 dokončno uveljavili proti vladavini Staufovcev v Neapeljskem kraljestvu in na njeni obali, medtem ko je Aragonska krona leta 1282 od nje odvzela Sicilijo in se uveljavila na Sardiniji med okoli 1322 in 1365. Tam so kopali srebro v Iglesiasu, vendar se je izvoz ustavil, ko je izbruhnila vstaja v letih 1365–1423. Oba otoka sta imela vse manjšo vlogo pri gospodarskem razvoju Tirenskega morja. Leta 1442 je Neapeljsko kraljestvo padlo pod Aragonijo, zaradi česar je Tirensko morje praktično postalo katalonsko. Še naprej je izgubljalo pomen, saj je v glavnem služilo interesom Aragonije. Z združitvijo iberskih kraljestev Aragonije in Kastilije so otoki leta 1492 prešli na Španijo. Do 18. stoletja so baze na otokih skupaj z Neapljem služile kot izhodišče za njegova morska prizadevanja, vendar je bila regija gospodarsko bolj obrobna.

### Novi vek in sodobnost
Francija je nadzorovala Genovo in z njo njeno floto od približno leta 1500, sorazmerno hitro so izgubili prevlado v regiji od Habsburžanov in Karla V. Ta je podedovala Neapeljsko kraljestvo in leta 1528 mu je uspelo potegniti Genovežane na svojo stran, tako da je nadzorovali največjo floto neposredno na Tirenskem morju. Habsburžani so zdaj lahko ustanovili velike floto, vendar so jo večinoma razmeroma hitro razpustili zaradi stroškov. Kljub svoji teoretični superiornosti niso izvajali stalnega nadzora nad Tirenskim morjem, tako da so vedno znova v morje prihajali pirati ali vojne ladje z drugih področij.
Poleg piratov barbarskih držav, ki so napadli zlasti poleti, so pirati iz Anglije začeli dobivati donosno poslovno območje v zahodnem Sredozemlju. Specializirali so se za zimsko sezono. Številne manjše evropske države so sodelovale v spopadih z barbarskimi državami, pojavili so se celo ukazi vitezov, specializiranih za piratstvo, kot je red svetega Štefana v Livornu.
Ko je španska moč izginjala, sta zlasti Francija in Velika Britanija pridobile vpliv v Sredozemlju. Tirensko morje je imelo le manjšo vlogo v sporih 17. in 18. stoletja. Medtem ko je Francija močno vplivala na severni del morja, je Združeno kraljestvo prevladovalo na jugu. Tam se je zdelo dovolj varno, da so Napoleona Bonaparteja pregnali na Elbo, očitno v varnem vplivnem področju britanske flote. Večino 19. stoletja je bila Britanija glavna sila v Tirenskem morju. Država je lahko tudi izvajala nadzor nad Tirenskim morjem iz svojih vojaških oporišč na Malti in v Jonskem morju. Kraljevska mornarica se je pogosto vozila skozi Tirensko morje do svojih konzulatov v Palermu, Neaplju, Civitavecchii blizu Rima, Livornu in Genovi za demonstracije sile.
V poznem 19. in 20. stoletju je bilo Tirensko morje izziv, zlasti za italijansko Regio marino. Dolga obala je napadalcem ponujala številne priložnosti, medtem ko so bile notranje prometne poti preslabe, da bi se pravočasno odzvali. Večkratne dobre možnosti pristanka na obali so ogrožale zlasti Rim in Neapelj, ki sta bila v veliki meri brez obrambe na milost in nemilost katere koli nadrejene flote. Zaradi selitve južnoitalijanske pomorske baze iz Neaplja v Taranto se je težava še poslabšala, saj Taranto ni bil več ob Tirenskem morju, mornarica pa do celotnega juga morja ni več mogla hitro priti. Italija se je odzvala z gradnjo nekaterih velikih bojnih ladij, ki po količini in opremi nikakor niso bile enake francoski in celo britanski floti in so bile v prvi vrsti namenjene preprečevanju izkrcanja vojakov na nekaterih strateško pomembnih mestih. Zgradila je tudi utrdbe ob Mesinskem prelivu in v La Maddaleni v prelivu Bonifacio. V središču italijanskih prizadevanj v obdobju pred prvo svetovno vojno je bil Jadran, kjer je bila avstro-ogrska flota. Čeprav sta bili uradno zavezniški, sta si vojaški vodstvi drug drugega gledali z velikim sumom in predvsem oboroževali. Med prvo svetovno vojno je Tirensko morje igralo le podrejeno vlogo, glavni boji Italije so potekali v Jadranskem morju, zaloge zahodnih zaveznikov pa so bile v glavnem vzdolž Ligurskega morja in pristanišča v Genovi.
Med svetovnima vojnama je Italiji uspelo vojaško utrditi Sicilijo, Sardinijo in Elbo do te mere, da je bilo Tirensko morje varno italijansko ozemlje, dokler je fašistična država obdržala nadzor nad Sicilijo. Francoska baza na Korziki, ki je še obstajala na začetku vojne, je predstavljala nevarnost, zlasti za ligursko obalo. V obdobju po drugi svetovni vojni je imelo morje vlogo varnega zavetja. Italija sama je bila za Nato in Sovjetsko zvezo le sekundarna tarča. Vendar pa je morje, ki je zaščiteno z vseh treh strani, NATO-u služilo kot zatočišče. Njihova pomorska poveljstva za južno Evropo so bila v Neaplju in Gaeti, kjer so imele ameriška in italijanska mornarica pomembna oporišča in jih uporabljala za napredovanje na vroče sporna območja južno in vzhodno od Italije.

## Galerija
- Monte Argentario
- Pizzo, Kalabrija
- Zambrone
- Parghelia
- Ponza
- Capo Vaticano
- Scilla, Kalabrija
- Tindari
- Cefalù
- Palermo
- Castellammare del Golfo
- Capo Miseno
- Terracina
- Terme Vigliatore